# Oricon Albums Chart
Oricon Albums Chart – standardowa w japońskim przemyśle muzycznym lista popularnych albumów publikowana przez Oricon codziennie, co tydzień, co miesiąc i co rok. Ranking albumów Oricon powstał 5 października 1987 roku, opierając się na liczbie sprzedaży fizycznych egzemplarzy. Sprzedaż pochodząca z pobrań cyfrowych nie była uwzględniana w zestawieniach do momentu utworzenia Oricon Digital Albums Chart 19 listopada 2016 roku. 24 grudnia 2018 roku przedsiębiorstwo Oricon wprowadziło połączone notowanie albumów (Oricon Weekly Combined Album Ranking) oparte na jednostkach równoważnych albumom, uwzględniające sprzedaż fizyczną, cyfrową i streaming.

## Najlepiej sprzedający się album wszech czasów
| Miejsce | Rok  | Tytuł                        | Artysta            | Sprzedaż  | Przy. |
| ------- | ---- | ---------------------------- | ------------------ | --------- | ----- |
| 1       | 1999 | „First Love”                 | Hikaru Utada       | 7 672 mln | [ 4 ] |
| 2       | 1998 | „B’z The Best „Pleasure””    | B’z                | 5 136 mln | [ 4 ] |
| 3       | 1997 | „Review”                     | Glay               | 4 876 mln | [ 4 ] |
| 4       | 2001 | „Distance”                   | Hikaru Utada       | 4 472 mln | [ 4 ] |
| 5       | 1998 | „B’z The Best „Treasure””    | B’z                | 4 439 mln | [ 4 ] |
| 6       | 2001 | „A Best”                     | Ayumi Hamasaki     | 4 312 mln | [ 4 ] |
| 7       | 1996 | „globe”                      | globe              | 4 136 mln | [ 4 ] |
| 8       | 2002 | „Deep River”                 | Hikaru Utada       | 3 605 mln | [ 4 ] |
| 9       | 1998 | „Umi no Yeah!!” (海のYeah!!) | Southern All Stars | 3 592 mln | [ 4 ] |
| 10      | 2000 | „delicious way”              | Mai Kuraki         | 3 530 mln | [ 4 ] |